# 気分はぐるぐる
『気分はぐるぐる』（原題：Mortified）は、オーストラリアで製作されたシチュエーション・コメディ。制作元はオーストラリアン・チルドレンズ・テレビジョン・ファウンデーション・エンジョイ・エンタテインメント。Nine Networkで2006年6月より放映され、Season2（26話）まで放映された。

## 概要
日本ではNHK教育テレビが2008年3月31日より放映開始。全26話予定である。
1st Season（1～13話）は、930万豪ドルの予算で制作され、オーストラリア以外にも、イギリス、日本などで放映されている。また、複数国のディズニー・チャンネルなどにも配信権が売り渡された。
なお、Season3以降については、現在のところ、未だ計画段階とのことである。

## あらすじ
主人公・テイラーは、オーストラリアのクィーンズランド州のビーチサイドの街「サンバーン･ビーチ」に住む11歳の女の子。彼女の毎日は大変。変わり者の家族に困り果てたり、近所の完璧少女・ブリタニーに嫉妬したり。親友のヘクターはテイラーのことが好きなのに、肝心のテイラーはクラスの人気者・レオンが好き。そんなテイラーの日々をおもしろおかしく描く。
作中、テイラーはしばしば第四の壁を越え（＝劇中からフェードアウトし）、視聴者に直接語りかけてくる（第一話冒頭からこの手法が使われている）。また、テイラーの妄想による描写も多い。時々、犬やウサギとしゃべったり、というファンタジー的な手法が使われているのもこの一種であろうか。

## 登場人物
テイラー・フライ(Taylor Fry)：マーニー・ケネディー(Marny Kennedy)；（声：宇山玲加）
ドラマの主人公。11歳の少女。変わり者の両親のことを恥ずかしく思っており、姉とは仲が悪い。ブリタニーに対して嫉妬・羨望の念を抱いており、フルーン家の娘になりたい、とさえ思ったことがある。ヘクターとは大の仲良しで、しばしばテイラーのわがままに付き合わせている。レオンのことが好き。
ヘクター・ガルシア(Hector Garcia)：ニコラス・ダン(Nicolas Dunn)；（声：久保田恵）
テイラーの近所の男の子。テイラーのことが好き。そのためか、いつも、テイラーのわがままに付き合っている。
ブリタニー・フルーン(Britanny Flune)：マイヤ・ミッチェル(Maia Mitchell)；（声：玉川砂記子）
テイラーの近所の女の子。親も立派、当人も美少女、と、テイラーに言わせれば完璧少女。何かにつけて、テイラーの対抗心を燃やす。
レオン・リポウスキー(Leon Lipowski)：ルーク・アーセグ(Luke Erceg)；（声：亀井芳子）
サーフィン好きな、ちょい悪少年。よくヘクターに物を投げている。クラスの人気者で、テイラーもレオンと一緒に行動したがるが、しばしばブリタニーにその座を持っていかれる。
ライラ・フライ(Layla Fry)：デジェイナ・ケイヒル(Dajana Cahill)；（声：川庄美雪）
テイラーの姉。美少女・ブリタニーをして、「あなたのお姉さん、美人よね」と言わしめる容姿。ボーイフレンドにふられたこともないらしい。テイラーとは犬猿の仲で、口を開けば喧嘩している。
グレンダ・フライ(Glenda Fry)：レイチェル・ブレイクリー(Rachel Blakely)；（声：込山順子）
テイラーの母。夫婦仲は異常なテンションではあるが、たいへんよく、下着のお店「パンツの王様」を経営している。
ドン・フライ(Don Fry)：アンドリュー・ブラックマン(Andrew Blackman)；（声：村治学）
テイラーの父。家族思いではあるが、変な行動ばかりするため、テイラーにとっては、悩みの種。妻・グレンダと、「パンツの王様」を経営している。ライフセーバーの資格あり。
マージおばさん(Mystic Marj)：[[]](Sally McKenzie)；（声：一城みゆ希）
テイラーの母の従姉妹。占い師。
マクラスキー先生(Mr. McClusky)：スティーブン・タンディ(Steven Tandy)；（声：松井範雄）
テイラーたちの担任の先生。
ロレッタ・フルーン(Loretta Flune)：[[]](Veronica Neave)；（声：よのひかり）
ブリタニーの母。
マイケル・フルーン(Michael Flune)：ピーター・ケント (俳優)(Peter Kent)；（声：鳥畑洋人）
ブリタニーの父。

## スタッフ
- 脚本：アンジェラ・ウェバー(Angela Webber)
- 演出：ピノ・アメンタ(Pino Amenta)

### 日本語版スタッフ
- 翻訳：小寺陽子
- 演出：佐々木由香
- 音声：高久孝雄
- プロデューサー：青山卓史
- 制作統括：柴田幸裕、廣田建三

## その他
第五話において、教室の黒板に日本の地理について記述されている。